# Юрасов Віталій Олександрович
Віталій Юрасов (нар. 11 вересня 1994; Сімферополь, Україна) — український фотограф, фотожурналіст, набув широкого визнання під час повномасштабного вторгнення Росії в Україну.

## Біографія
Народився у місті Сімферополь, в дитинстві багато часу проводив у своєї бабусі, в селищі Кирилівка.
В 2012 році, в Ялті, розпочинає кар'єру фотографа, знімає свій перший репортаж на танцювальному фестивалі.
В 2013 року переїжджає до Києва, де починає активно розвиватися та брати перші комерційні замовлення.
З 2013 по 2022 рік, Віталій працює з великою кількістю відомих артистів, серед яких гурт Агонь, Jah Khalib та багато інших. Співпрацює з українськими та всесвітньо відомими брендами, такими як Nike, Samsung, PUMA, BMW, Off-White та інші.
У 2021 році Юрасов співпрацював із Олександром Усиком під час його бою з Ентоні Джошуа.
З 2022 року, під час повномасштабного вторгнення Росії в Україну, Юрасов бере активну участь у волонтерстві, допомагає постраждалим від війни, зокрема організовує волонтерські рейди для постраждалих від підриву Каховської ГЕС. Бере участь фото-журналістом під час офіційних візитів до високопоставленного керівництва України. Знімає репортажі з лінії фронту та під час обміну полоненими. Його зворушливі роботи цитують всесвітні видання під час висвітлення воєнних дій в Україні, зокрема роботи Віталія можна побачити у BBC, Forbes та інших авторитетних ЗМІ.
Влітку 2022 року Віталій потрапив на передову — він працював фіксером для іноземних журналістів та фотографів. Потім побував в Ізюмі та Балаклії. Пізніше поїхав в деокупований Лиман разом із офісом президента. У Юрасова було більше двох десятків поїздок на передову. Він знімав роботу різних угрупувань сил оборони: працював із ГУР, СБУ, ДПСУ, НГУ, 3 ОШБр, 11 бригадою армійської авіації «Херсон», Mich Team, Kraken, Nobody та іншими.
У жовтні 2023 року у Києві пройшла перша авторська виставка «Warface Project», на якій представлено 58 робіт. Також були представлені фото з підписами президента Володимира Зеленського, головнокомандувача Валерія Залужного, начальника ГУР Кирила Буданова та голови СБУ Василя Малюка. Всі зібрані гроші від входу на виставку та з аукціону — йдуть на потреби ЗСУ.
На початку 2024 року Юрасов презентує благодійний фотопроєкт «Лють». Його героями стали 12 військових, які виборюють нашу незалежність на фронті: льотчик Вадим Karaya Ворошилов, ветеран Олександр Будько (Терен), Масі Найєм, Богдан Кротевич (Тавр), Андрій Лімонтов (Людоїд), Василь Гриценко, Гліб Стрижко, Асан Ісенаджиєв, Дмитро Гержан, Євгеній Громадський, Микола Кущ, Роман Костенко.
У 2024 році Віталій Юрасов показав кадри з острова Зміїного. Фотограф зауважив, що люди, які брали участь у операціях зі звільнення острова воюють у різних службах, що боронять Україну. Зокрема це ГУР, ССО, СБУ(Альфа), ОК «Південь», Прикордонники, Морпіхи. Працювала також артилерія та пілоти Армійської Авіації.

## Інше
Віталій є затятим мото ентузіастом.
Під час одних зі зйомок на лінії фронту, відстань до сил противника складала 65 метрів.
Віталій організовує благодійні аукціони, де виставляє свої кращі світлини бійців з фронту та наслідків обстрілу, а також збори на ЗСУ. Усі зібрані кошти Юрасов відправляє на Збройні сили України.
Віталій не закінчував профільного навчального закладу, він є самовченим фотографом.